# Estación de Bubikon
La estación de Bubikon es una estación de la comuna suiza de Bubikon, en el Cantón de Zúrich.

## Situación
La estación se encuentra en la línea Rapperswil - Uster - Wallisellen, también conocida como Glatthalbahn, y era el punto de partida del ferrocarril conocido como Uerikon-Bauma-Bahn(UeBB), cuya clausura se produjo en el año 1948. La línea enlazaba Hinwil con Wolfhausen, aunque actualmente el ramal Bubikon - Wolfhausen se usa para trenes de mercancías. La estación está ubicada en el límite noreste del núcleo urbano de Bubikon, y consta de tres vías pasantes, una vía topera y dos andenes.

## Servicios ferroviarios
Por la estación paran varias líneas de cercanías pertenecientes a la red S-Bahn Zúrich:
- S 5 Zug – Affoltern am Albis – Zúrich HB – Uster – Pfäffikon SZ
- S 15 Rapperswil – Uster – Zúrich HB – Oberglatt – Niederweningen
- SN5

Estas líneas permiten una comunicación frecuente a lugares como Zúrich, Winterthur, Rapperswil, Pfäffikon o Schaffhausen. Además, los viernes y sábados por la noche se suma la línea SN5 entre Pfäffikon y Bülach para ofrecer conexión nocturna con las comunas más cercanas.
- Datos: Q4982310
- Multimedia: Bubikon railway station / Q4982310